# Eden Sher
Eden Rebecca Sher (Los Angeles, 26 de dezembro de 1991) é uma atriz norte-americana, mais conhecida pelos trabalhos como Sue Heck na sitcom The Middle (ABC), Dubladora da personagem Star Butterfly na série animada Star vs. the Forces of Evil (Disney XD) (Disney Channel) e como Carrie Fenton na série de TV "Sons and Daughters".

## Carreira
Atua desde os oito anos de idade. Já participou do "The Tonight Show with Jay Leno" na NBC. Os outros trabalhos dela incluem um papel no curta-metragem "Stuck" e comerciais para Capital One e Fruity Pebbles.
Mais recentemente, Sher assumiu o papel de Gretchen na segunda temporada do série "Weeds" e também apareceu como uma geek de nome Jane em The O.C.. Também foi atriz convidada em Sunny entre Estrelas, como a melhor amiga de Sunny.
Sher atualmente participa de The Middle. A personagem de Sher, Sue Heck, é uma garota sem sorte. Contudo, o lado cômico da personagem vem da timidez e típicos anseios de adolescente, que a tornam socialmente um fracasso.

## Filmografia
| Ano  | Filme                      | Papel            | Nota                                          |
| ---- | -------------------------- | ---------------- | --------------------------------------------- |
| 2001 | Stuck                      | Caterpillar Girl | Uma das personagens principais Curta-metragem |
| 2014 | Veronica Mars              | Penny            |                                               |
| 2017 | Cool Girls - The Outskirts | Mindy            | Uma das personagens principais                |
| 2020 | Onward                     | Sereia #1        | Voz                                           |

## Televisão
| Ano                                           | Título                      | Papel            | Nota                                                        |
| --------------------------------------------- | --------------------------- | ---------------- | ----------------------------------------------------------- |
| 2006                                          | Weeds                       | Gretchen         | Participações                                               |
| 2006—2007                                     | Sons & Daughters            | Carrie Fenton    | Participações                                               |
| 2007                                          | The O.C.                    | Jane             | Convidada, episódio "O Amante dos Sonhos"                   |
| 2008                                          | The Middleman               | Cindy Marshall   | Convidada, episódio de número 6                             |
| 2009                                          | Party Down                  | Monica McSpadden | Convidada, 1º episódio da série                             |
| 2009                                          | Sonny With a Chance         | Lucy             | Convidada, Episódio "Três não é uma Compahia"               |
| 2009—2018                                     | The Middle                  | Sue              | Uma das personagens principais                              |
| 2012–13                                       | Pair of Kings               | Billie           | Participação, episódios "The Oogli Stick" e "Crazy Christy" |
| 2014                                          | Scotch Moses                | Claire           | Participação, episódios "Group Therapy"                     |
| 2015-2019                                     | Star vs. the Forces of Evil | Star Butterfly   | Protagonista                                                |
| 2018 JANE THE VIRGIN 1. - Eden Sher. no IMDb. |                             |                  |                                                             |